# RD-120
RD-120은 소련의 추력 85톤급 액체 연료 로켓 엔진이다. 제니트 로켓의 2단에 사용되었다.

## 역사
1976년 개발이 시작되었으며, 1985년 초도비행에 성공했다. 구소련이 붕괴하고 우크라이나가 독립하였으며, 최근 우크라이나가 친미로 돌아서면서 러시아가 크림반도를 침략해 점령하는 등 국제정세가 급변했다. 그래서 러시아와 우크라이나가 따로 RD-120 엔진을 설계, 제작, 판매중이다. 두 나라 모두 설계도까지 외국에 수출하고 있다.

## 버전

RD-120 엔진과 파생형

- RD-120 (GRAU Index 11D123): 오리지날 버전. 진공추력 85톤. 제니트 2호의 2단에 사용되었다. 1976년부터 1985년까지 10년 동안 개발되었다.
- RD-120 개량형 (GRAU Index 11D123): 93톤으로 진공추력이 증가했다. 제니트-3SL의 2단에 사용되었다. 일부 저자들은 RD-120M (GRAU Index 11D123M)이라고 표기한다. 2001년부터 2003년까지 3년 동안 개발되었다.
- RD-120K: 오리지날은 진공인 우주에서 점화되는 2단 로켓인데, RD-120K는 지상에서 점회되는 1단 로켓이다.
- RD-120M
- RD-120U
- RD-146
- RD-182: RD-120K의 메탄 / LOX 버전
- RD-182M: RD-182의 LNG / LOX 버전
- RD-870: RD-120K의 우크라이나 버전이다. 유즈노예에서 설계했다. 싸이클론-4M 로켓에 사용될 계획이다. 2016년부터 개발중이다.

## 기술이전

### RD-810
우크라이나 유즈노예는 추력 85톤 RD-120의 기술을 발전시켜, 현재 추력 120톤 RD-801, 추력 200톤 RD-810을 개발했다. 생산은 유즈마쉬에서 한다. 원래 우크라이나 유즈노예 설계국은 RD-8 기술밖에 없었다. 그러나 1970년대 RD-120 개발 당시에는 같은 소련이었기 때문에, 러시아 NPO 에네르고마쉬 설계국과 긴밀한 관계였다. RD-120은 우크라이나 유즈마쉬 공장에서 최종 조립 생산했다. 2001년부터 2003년까지 개발된 RD-120 개량형은 유즈노예 유즈마쉬 에네르고마쉬 세 기관이 합동해서 개발했다. 즉 유즈노예는 RD-120의 오리지날 설계도는 소유하지 않았지만, 사실상 설계 기술이 있다.

### YF-100
중국의 추력 100톤급 YF-100 엔진은 RD-120의 기술을 도입한 것이다. 2015년 9월 20일, 창정 6호의 첫발사에 1단 로켓으로 사용되었다.

### SCE-200
2005년 인도는 우크라이나로부터 RD-120의 기술이전 계약을 체결했다. 위키리크스는 설계도 구입계약이라고 폭로했다. 우크라이나 유즈노예의 추력 200톤 RD-810의 설계도가 인도에 전달되었다. 추력 200톤의 SCE-200 엔진을 개발중이며, 2019년 초도발사가 계획되었다.

### 대한민국
한국은 나로호 사업에서 RD-120 엔진의 기술을 도입하기로 러시아와 계약했지만, 미국이 항의했고, 이에 러시아가 계약을 일방취소했다. 그 후 우크라이나 유즈노예에서 액체 연료 로켓 엔진 기술을 수입해 추력 75톤급 KARI 75톤급 로켓엔진을 국산 개발했다. 2018년 10월 첫 발사가 계획되어 있다. 그러나 나로호 사업 당시엔 단계식 연소 사이클 엔진인 RD-120 계열 기술도입이었지만, 새로운 계약으로 우크라이나에서 도입된 기술은 그보다 저기술인 가스발생기 사이클 엔진이다.
그러나, 항우연은 2010년부터 단계식 연소 사이클 엔진인 RD-8의 연구를 시작해, 2017년 6월 기준으로, 8톤 추력의 연소시험까지 완료하였다. 우크라이나 유즈노예에서 단계식 연소 사이클 기술도 수입한 것으로 추정된다.
미국은 아틀라스 5호를 위해 나로호 엔진, RD-120 계열을 수백개 완제품으로 수입했는데, 현재 전세계 최고 기술의 엔진이라며 극찬했었다.

## 같이 보기
- RD-8
- RD-810